# 1956年メルボルンオリンピックのイラン選手団
1956年メルボルンオリンピックのイラン選手団（1956ねんメルボルンオリンピックのイランせんしゅだん）は、1956年11月22日から12月8日にかけてオーストラリアのメルボルンで開催された1956年メルボルンオリンピックのイラン選手団、およびその競技結果。

## 概要
今大会は金メダル2個、銀メダル2個、銅メダル1個の合計5個のメダルを獲得した。

## メダル
| メダル | 選手名                 | 競技                 | 種目                             |
| ------ | ---------------------- | -------------------- | -------------------------------- |
| 金     | エマムアリ・ハビビ     | レスリング           | 男子フリースタイルライト級       |
| 金     | ゴラムレザ・タクティー | レスリング           | 男子フリースタイルライトヘビー級 |
| 銀     | [[]]                   | レスリング           | 男子フリースタイルフライ級       |
| 銀     | [[]]                   | レスリング           | 男子フリースタイルバンタム級     |
| 銅     | マフムード・ナムジュー | ウエイトリフティング | 男子56kg級                       |